# Piperskärr
Piperskärr est une localité de Suède dans la commune de Västervik située dans le comté de Kalmar.
Sa population était de 651 habitants en 2019.